# Sneglebælg

## Slægtens fællestræk
Sneglebælg (Medicago) er en slægt med ca. 90 arter, der er udbredt i store dele af det tørre, subtropiske bælte, men med tyngedpunktet i egnene omkring Middelhavet. Det er en- eller flerårige, urteagtige planter (eller i visse tilfælde: buske) med spredt- eller spiralstillede blade, der er trekoblede som hos kløver. Småbladenes rand er fint tandet, og akselbladene er frie, men sammenvoksede med bladstilken. Blomsterne sidder oftest samlet i klase- eller hovedagtige stande, og de kortstilkede blomster er uregelmæssige og 5-tallige. Bægerbladene er klokkeformet sammenvoksede, mens de er gule eller blå til purpurfarvede kronblade danner en typisk ærteblomst. Frugten er en bælg, der oftest er snegleagtigt sammenrullet. Nogle få arters bælge er dog blot krummet seglformet. Bælgene rummer 3-15 frø.

## Symbioser
Forskere i en gruppe omkring Dr. Myriam Charpentier har adsløret en mutation i et gen hos Tøndesneglebælg (Medicago truncatula), som omdanner plantens signalsystem, så den kan indgå i partnerskaber med kvælstoffikserende bakterier af slægten Rhizobia og mykorrhizadannende svampe (AMF), der forsyner planten med fosfor. Forskerne har vist, at den samme evne til symbiose kan overføres til hvede. .
| Beskrevne arter |

- Plettet sneglebælg (Medicago arabica)
- Træsneglebælg (Medicago arborea)
- Humlesneglebælg (Medicago lupulina)
- Liden sneglebælg (Medicago minima)
- Skivesneglebælg (Medicago orbicularis)
- Krogsneglebælg (Medicago polymorpha)
- Lucerne (Medicago sativa)
- Skjoldsneglebælg (Medicago scutellata)
- Tøndesneglebælg (Medicago truncatula)

| Andre arter |

| - Medicago archiducis-nicolai - Medicago arenicola - Medicago astroites - Medicago biflora - Medicago blancheana - Medicago brachycarpa - Medicago cancellata - Medicago carica - Medicago carstiensis - Medicago ciliaris - Medicago constricta - Medicago coronata - Medicago crassipes - Medicago cretacea - Medicago daghestanica - Medicago disciformis - Medicago doliata - Medicago edgeworthii - Medicago fischeriana - Medicago granadensis - Medicago halophila - Medicago heldreichii - Medicago heyniana | - Medicago huberi - Medicago hybrida - Medicago hypogaea - Medicago intertexta - Medicago isthmocarpa - Medicago italica - Medicago laciniata - Medicago lanigera - Medicago laxispira - Medicago lesinsii - Medicago littoralis - Medicago marina - Medicago medicaginoides - Medicago monantha - Medicago monspeliaca - Medicago murex - Medicago muricoleptis - Medicago noeana - Medicago orthoceras - Medicago ovalis - Medicago pamphylica - Medicago papillosa - Medicago persica | - Medicago phrygia - Medicago pironae - Medicago platycarpos - Medicago plicata - Medicago polyceratia - Medicago popovii - Medicago praecox - Medicago prostrata - Medicago radiata - Medicago retrorsa - Medicago rhodopea - Medicago rhytidiocarpa - Medicago rigida - Medicago rigidula - Medicago rigiduloides - Medicago rostrata - Medicago rotata - Medicago rugosa - Medicago rupestris - Medicago ruthenica - Medicago sauvagei - Medicago saxatilis - Medicago secundiflora | - Medicago shepardii - Medicago soleirolii - Medicago strasseri - Medicago suffruticosa - Medicago syriaca - Medicago tenoreana - Medicago turbinata |